# Temporada do Sporting Clube de Portugal de 2012–13
Este artigo mostra as estatísticas do Sporting Clube de Portugal nas competições e jogos que disputou durante a temporada 2012-13.

## Jogadores
Nota: Bandeiras indicam equipe nacional, conforme definido pelas regras de elegibilidade da FIFA. Os jogadores podem ter mais de uma nacionalidade não-FIFA.
| N.º |               | Posição | Jogador                |
| --- | ------------- | ------- | ---------------------- |
| 1   | Portugal      | G       | Rui Patrício (capitão) |
| 5   | Portugal      | D       | Joãozinho              |
| 6   | Países Baixos | D       | Khalid Boulahrouz      |
| 7   | Venezuela     | M       | Jeffrén                |
| 8   | Países Baixos | M       | Stijn Schaars          |
| 9   | Países Baixos | A       | Ricky van Wolfswinkel  |
| 11  | Espanha       | M       | Diego Capel            |
| 12  | Brasil        | G       | Marcelo Boeck          |
| 13  | Portugal      | D       | Miguel Lopes           |
| 15  | Argentina     | D       | Marcos Rojo            |
| 16  | Argentina     | A       | Valentín Viola         |
| 18  | Peru          | A       | André Carrillo         |

| N.º |              | Posição | Jogador        |
| --- | ------------ | ------- | -------------- |
| 20  | Marrocos     | M       | Zakaria Labyad |
| 21  | Argentina    | M       | Fabián Rinaudo |
| 22  | Portugal     | G       | Hugo Ventura   |
| 23  | Portugal     | M       | Adrien Silva   |
| 28  | Portugal     | M       | André Martins  |
| 34  | Portugal     | D       | Tiago Ilori    |
| 40  | Portugal     | D       | Pedro Mendes   |
| 41  | Portugal     | D       | Cédric Soares  |
| 47  | Portugal     | M       | Ricardo Esgaio |
| 51  | Portugal     | A       | Bruma          |
| 54  | Inglaterra   | D       | Eric Dier      |
| 90  | Guiné-Bissau | M       | Zézinho        |

## Competições

### Primeira Liga

#### Tabela classificativa
| # | Equipa   | Pts | J  | V  | E | D  | GM | GS | DG  | Qualificação/Despromoção                      |
| - | -------- | --- | -- | -- | - | -- | -- | -- | --- | --------------------------------------------- |
| 5 | Estoril  | 45  | 30 | 13 | 6 | 11 | 47 | 37 | +10 | 3ª Pré-Eliminatória da Liga Europa de 2013–14 |
| 6 | Rio Ave  | 42  | 30 | 12 | 6 | 12 | 35 | 42 | –7  |                                               |
| 7 | Sporting | 42  | 30 | 11 | 9 | 10 | 36 | 36 | 0   |                                               |
| 8 | Nacional | 40  | 30 | 11 | 7 | 12 | 45 | 51 | –6  |                                               |

#### Jogos
| 19 agosto 2012 1 | Vitória de Guimarães                          | 0–0    | Sporting CP                                                        | Guimarães                                                                 |  |
| 20:30            | Barrientos 28' Ricardo 36' Teles 55' Alex 74' | Report | Van Wolfswinkel 41' Rojo 54' Carrillo 65' Martins 80' Cédric 90+1' | Estádio: Estádio D. Afonso Henriques Público: 15,683 Árbitro: João Capela |  |

| 27 agosto 2012 2 | Sporting CP                                    | 0–1    | Rio Ave                                     | Lisbon                                                                 |  |
| 20:15            | Fernandes 69' Cédric 74' Rojo 76' Carrillo 81' | Report | Edimar 40' · Filipe Augusto 55' · Lionn 76' | Estádio: Estádio José Alvalade Público: 30,991 Árbitro: Marco Ferreira |  |

| 16 setembro 2012 3 | Marítimo                                        | 1–1    | Sporting CP                                        | Funchal, Madeira                                                     |  |
| 20:15              | Roberge 58' · João Guilherme 87' · Rafael 90+3' | Report | Van Wolfswinkel 55' · Fernandes 62' · Izmaylov 65' | Estádio: Estádio dos Barreiros Público: 4,400 Árbitro: Carlos Xistra |  |

| 23 setembro 2012 4 | Sporting CP                                                                                              | 2–1    | Gil Vicente                                                         | Lisbon                                                               |  |
| 20:15              | Rojo 44' · Labyad Predefinição:Sentoff · Capel 74' · Van Wolfswinkel 85' · Cédric 90+1' · Patrício 90+2' | Report | Luís Carlos 7' · Pereira 19' · Daniel 22' · Brito 51' · Cláudio 89' | Estádio: Estádio José Alvalade Público: 25,523 Árbitro: Vasco Santos |  |

| 29 setembro 2012 5 | Sporting CP                                                               | 2–2    | Estoril | Lisbon                                                                              |  |
| 18:15              | Cédric 44' · Anderson Luiz 75' (o.g.) · Van Wolfswinkel 83' · Rinaudo 90' | Report | Licá 15' · Vitória 45' (pen.) · Gonçalo Predefinição:Sentoff · Leal 57' · Anderson Luiz 88' · Evandro 90+2' | Estádio: Estádio José Alvalade Público: 35,003 Árbitro: Nuno Miguel Serrano Almeida |  |

| 7 outubro 2012 6 | Porto                                                                            | 2–0    | Sporting CP | Porto                                                           |  |
| 20:45            | Martínez 9' · González 24' · Rodríguez 26', 83' · Fernando 40' · Alex Sandro 79' | Report | Schaars 34' Carrillo 40' Izmaylov 51' Pranjić 66' Silva 68' Rojo Predefinição:Sentoff Elias 82' Boulahrouz 83' Van Wolfswinkel 88' | Estádio: Estádio do Dragão Público: 38,909 Árbitro: Jorge Sousa |  |

| 28 outubro 2012 7 | Sporting CP                                                                  | 0–0    | Académica                     | Lisbon                                                                |  |
| 20:15             | Silva 44' Rinaudo 72' Pranjić 78' Viola 81' Van Wolfswinkel 87' Izmaylov 89' | Report | Flávio 15' Galo 33' Lopes 88' | Estádio: Estádio José Alvalade Público: 25,056 Árbitro: Bruno Esteves |  |

| 4 novembro 2012 8 | Vitória de Setúbal                                                                             | 2–1    | Sporting CP                                                  | Setúbal                                                           |  |
| 20:15             | Santos 29' · Silva 49' · Tavares 57' · Meyong 68' · Nélson 70' · Lourenço 76' · Jorginho 90+4' | Report | Cédric 35' · Jeffrén 42' · Van Wolfswinkel 49' · Rinaudo 63' | Estádio: Estádio do Bonfim Público: 4,288 Árbitro: Paulo Baptista |  |

| 11 novembro 2012 9 | Sporting CP                                                                             | 1–0    | Braga                                         | Lisbon                                                                |  |
| 20:15              | Van Wolfswinkel 4' · Elias 27' · Rojo 45+1' · Dier 50' · Fernandes 82' · Patrício 90+4' | Report | Salino 11' Echiéjilé 30' Coelho 44' Viana 50' | Estádio: Estádio José Alvalade Público: 24,954 Árbitro: Pedro Proença |  |

| 25 novembro 2012 10 | Moreirense                                 | 2–2    | Sporting CP                                          | Moreira de Cónegos, Guimarães                                                  |  |
| 20:15               | Olivera 40' · Ghilas 45' · Júlio César 80' | Report | Xandão 64' · Dier 65' · Carrillo 77' · Rinaudo 90+6' | Estádio: Parque Joaquim de Almeida Freitas Público: 2,208 Árbitro: Hugo Miguel |  |

| 10 dezembro 2012 11 | Sporting CP                                                                                   | 1–3    | Benfica                                                | Lisbon                                                                 |  |
| 20:15               | Van Wolfswinkel 30' · Carrillo 69' · Boulahrouz Predefinição:Sentoff · Rinaudo 84' · Rojo 89' | Report | Pereira 20' · Matić 45' · Cardozo 59', 81' (pen.), 86' | Estádio: Estádio José Alvalade Público: 35,114 Árbitro: Marco Ferreira |  |

| 15 dezembro 2012 12 | Nacional                             | 1–1    | Sporting CP                     | Funchal                                                                              |  |
| 19:00               | Isael 25' · Jota 77' · Aurélio 90+3' | Report | Fernandes 47' · Cédric 69', 75' | Estádio: Estádio da Madeira Público: 1,437 Árbitro: Artur Manuel Ribeiro Soares Dias |  |

| 5 janeiro 2013 13 | Sporting CP | 0–1    | Paços de Ferreira                                                 | Lisbon                                                            |  |
| 18:00             |             | Report | Valente 41' · Hurtado 45+1' · Josué 51' · Leão 79' · Cássio 90+3' | Estádio: Estádio José Alvalade Público: 20,613 Árbitro: Rui Silva |  |

| 13 janeiro 2013 14 | Olhanense | 0–2    | Sporting CP                                                                       | Olhão                                                              |  |
| 18:00              |           | Report | Labyad 3' · Jeffrén 18' · Silva 28', 54' · Lopes 58' · Carrillo 68' · Rinaudo 72' | Estádio: Estádio José Arcanjo Público: 3,215 Árbitro: Hugo Pacheco |  |

| 20 janeiro 2013 15 | Sporting CP                               | 1–0    | Beira-Mar                                         | Lisbon                                                                |  |
| 20:00              | Silva 47' · Carrillo 63' · Boulahrouz 72' | Report | Moreira 24' Fleurival 38' Rúben 85' Sampaio 90+2' | Estádio: Estádio José Alvalade Público: 19,493 Árbitro: Cosme Machado |  |

| 27 janeiro 2013 16 | Sporting CP                       | 1–1    | Vitória de Guimarães                                                          | Lisbon                                                                |  |
| 18:00              | Van Wolfswinkel 55' · Jeffrén 90' | Report | Ricardo 14' · Xandão 53' (o.g.) · Barrientos 69' · Crivellaro 80' · Josué 86' | Estádio: Estádio José Alvalade Público: 26,505 Árbitro: Carlos Xistra |  |

| 2 fevereiro 2013 17 | Rio Ave                                                                                      | 2–1    | Sporting CP | Vila do Conde                                                      |  |
| 18:00               | Lopes 27' · Tarantini 36' · Lionn 43' · Joãozinho 45' (o.g.) · Mendes 53' (o.g.) · Braga 78' | Report | Jeffrén 7'  | Estádio: Estádio do Rio Ave FC Público: 2,356 Árbitro: João Capela |  |

| 10 fevereiro 2013 18 | Sporting CP | 0–1    | Marítimo                                                                           | Lisbon                                                               |  |
| 16:00                | Silva 28'   | Report | Suk 18', 90' · João Diogo 49' · Sami 57' · Ferreira 63' · Salin 78' · Kukula 90+3' | Estádio: Estádio José Alvalade Público: 24,169 Árbitro: Duarte Gomes |  |

| 16 fevereiro 2013 19 | Gil Vicente                                                                 | 2–3    | Sporting CP                                                              | Barcelos                                                                      |  |
| 20:15                | Vieira 20', 53' · Cláudio 43' · Peixoto 65' · Paulo Jorge 70' · Martins 79' | Report | Bruma 2' · Ilori 7' · Capel 63' · Rinaudo 64' · Dier 85' · Joãozinho 90' | Estádio: Estádio Cidade de Barcelos Público: 3,963 Árbitro: Artur Soares Dias |  |

| 22 fevereiro 2013 20 | Estoril                                                                        | 3–1    | Sporting CP                                  | Estoril                                                                      |  |
| 20:00                | Jefferson 33', 33' · Vitória 39' · Gonçalo 43' · Mano 75' · Carlos Eduardo 77' | Report | Van Wolfswinkel 4' · Rojo 25' · Patrício 39' | Estádio: Estádio António Coimbra da Mota Público: 3,227 Árbitro: Hugo Miguel |  |

| 2 março 2013 21 | Sporting CP                                    | 0–0     | Porto                                | Lisbon                                                                 |  |
| 20:45           | Rojo 43', 77' Carrillo 79' Lopes 89' Bruma 90' | Summary | Izmaylov 37' Maicon 80' Fernando 86' | Estádio: Estádio José Alvalade Público: 27,436 Árbitro: Paulo Baptista |  |

| 9 março 2013 22 | Académica                                                   | 1–1    | Sporting CP                                   | Coimbra                                                                 |  |
| 20:15           | Eduardo 25' · Cabral 74' · Marcos Paulo 77' · Ricardo 90+2' | Report | Fokobo 25' · Cédric 45' · Van Wolfswinkel 78' | Estádio: Estádio Cidade de Coimbra Público: 6,086 Árbitro: Hugo Pacheco |  |

| 16 março 2013 23 | Sporting CP                                     | 2–1    | Vitória de Setúbal                          | Lisbon                                                                 |  |
| 20:15            | Amoreirinha 15' (o.g.) · Labyad 22' · Ilori 56' | Report | Ney Santos 20' · Makukula 34' · Queirós 44' | Estádio: Estádio José Alvalade Público: 22,385 Árbitro: Marco Ferreira |  |

| 30 março 2013 24 | Braga                                   | 2–3    | Sporting CP                                                                   | Braga                                                                    |  |
| 16:00            | Echiéjilé 25' · Carlão 35' · Santos 76' | Report | Van Wolfswinkel 9', 28', 90+2' · Joãozinho Predefinição:Sentoff · Martins 62' | Estádio: Estádio Municipal de Braga Público: 12,970 Árbitro: Jorge Sousa |  |

| 6 abril 2013 25 | Sporting CP                                                 | 3–2    | Moreirense                                                                           | Lisbon                                                                    |  |
| 20:30           | Martins 21' · Capel 40' · Van Wolfswinkel 66' · Viola 90+4' | Report | Gonçalves 6' · Anilton 40' · Ghilas 47' · Renatinho 55' · Aníbal 72' · Andrade 90+1' | Estádio: Estádio José Alvalade Público: 26,696 Árbitro: Artur Soares Dias |  |

| 21 abril 2013 26 | Benfica                            | 2–0     | Sporting CP           | Lisboa                                                       |  |
| 21:15            | Salvio 36' · Luisão 66' · Lima 75' | Summary | Viola 84' Rinaudo 89' | Estádio: Estádio da Luz Público: 62,553 Árbitro: João Capela |  |

| 28 abril 2013 27 | Sporting CP              | 2–1    | Nacional                                                                                                | Lisbon                                                                 |  |
| 18:00            | Capel 5' · Rojo 86', 86' | Report | Ghazal 41' · Marçal 45' · Candeias 74', 90' · Campos 78' · Rodrigues 86' · Moreira Predefinição:Sentoff | Estádio: Estádio José Alvalade Público: 30,132 Árbitro: Jorge Ferreira |  |

| 5 maio 2013 28 | Paços de Ferreira                                    | 1–0    | Sporting CP           | Paços de Ferreira                                                   |  |
| 20:15          | Ricardo 35' · Tony 75' · Luiz Carlos 83' · Josué 90' | Report | Rinaudo 74' Silva 80' | Estádio: Estádio da Mata Real Público: 2,802 Árbitro: Pedro Proença |  |

| 12 maio 2013 29 | Sporting CP                         | 1–0    | Olhanense             | Lisbon                                                                       |  |
| 16:00           | Lopes 69' · Capel 73' · Zézinho 83' | Report | Evandro 35' Lucas 73' | Estádio: Estádio José Alvalade Público: 23,747 Árbitro: Olegário Benquerença |  |

| 19 maio 2013 30 | Beira-Mar                                 | 1–4    | Sporting CP                                          | Aveiro                                                                    |  |
| 18:30           | Lopes 21' · Ribeiro 48', 69' · Bura 90+1' | Report | Silva 22', 90' · Van Wolfswinkel 28', 29' · Rojo 48' | Estádio: Estádio Municipal de Aveiro Público: 6,735 Árbitro: Duarte Gomes |  |

### Taça de Portugal
| 21 outubro 2012 3ª Eliminatória | Moreirense                      | 3–2    | Sporting CP                      | Moreira de Cónegos                                                 |  |
|                                 | Olivera 46', 62' · Wágner 90+7' | Report | Rinaudo 7' · Van Wolfswinkel 79' | Estádio: Parque Joaquim de Almeida Freitas Árbitro: Marco Ferreira |  |

### Taça da Liga

#### Fase de grupos
| Equipa            | J | V | E | D | GM | GS | DG | Pts |
| ----------------- | - | - | - | - | -- | -- | -- | --- |
| Rio Ave           | 3 | 2 | 0 | 1 | 6  | 3  | +3 | 6   |
| Paços de Ferreira | 3 | 2 | 0 | 1 | 5  | 3  | +2 | 6   |
| Sporting CP       | 3 | 1 | 1 | 1 | 3  | 5  | –2 | 4   |
| Marítimo          | 3 | 0 | 1 | 2 | 2  | 5  | –3 | 1   |

| 18 dezembro 2012 1 | Marítimo                        | 2–2       | Sporting CP                      | Funchal                                                      |  |
| 18:15 (UTC+01)     | Héldon 40' · Rafael Miranda 65' | Relatório | Van Wolfswinkel 29' · Xandão 87' | Estádio: Estádio dos Barreiros Árbitro: Olegário Benquerença |  |

| 29 dezembro 2012 2 | Rio Ave                                  | 3–0    | Sporting CP | Vila do Conde                                                    |  |
| 19:45 (UTC+01)     | Obadeyi 55' · Tarantini 65' · Hassan 90' | Report |             | Estádio: Estádio do Rio Ave FC Público: 3,000 Árbitro: Rui Costa |  |

| 9 janeiro 2013 3 | Sporting CP         | 1–0    | Paços de Ferreira | Lisbon                                                                |  |
| 17:00            | Van Wolfswinkel 89' | Report |                   | Estádio: Estádio José Alvalade Público: 6,157 Árbitro: Paulo Baptista |  |

### Liga Europa

#### Play-off
| 23 agosto 2012 1ª mão | Horsens      | 1–1    | Sporting CP  | Horsens, Denmark                                                            |  |
| 21:00                 | Spellman 15' | Report | Carrillo 79' | Estádio: CASA Arena Horsens Público: 6,644 Árbitro: Antony Gautier (France) |  |

| 30 agosto 2012 2ª mão | Sporting CP                                                                | 5–0 (6–1 agr.) | Horsens       | Lisbon, Portugal                                                                       |  |
| 21:30                 | Van Wolfswinkel 8', 54' · Kortegaard 23' (o.g.) · Carrillo 57' · Elias 63' | Report         | Kielstrup 52' | Estádio: Estádio José Alvalade Público: 25,030 Árbitro: Cyril Zimmermann (Switzerland) |  |

#### Fase de grupos
| Team        | Pld | W | D | L | GF | GA | GD | Pts |
| ----------- | --- | - | - | - | -- | -- | -- | --- |
| Genk        | 6   | 3 | 3 | 0 | 9  | 4  | +5 | 12  |
| Basel       | 6   | 2 | 3 | 1 | 7  | 4  | +3 | 9   |
| Videoton    | 6   | 2 | 0 | 4 | 6  | 8  | −2 | 6   |
| Sporting CP | 6   | 1 | 2 | 3 | 4  | 10 | −6 | 5   |

| 20 setembro 2012 1 | Sporting CP                                        | 0–0    | Basel                 | Lisbon, Portugal                                                            |  |
| 21:05              | Rojo 30' Xandão Predefinição:Sentoff Fernandes 60' | Report | Park 67' Streller 82' | Estádio: Estádio José Alvalade Público: 22,325 Árbitro: Alon Yefet (Israel) |  |

| 4 outubro 2012 2 | Videoton                                                | 3–0    | Sporting CP | Székesfehérvár, Hungary                                                       |  |
| 19:00            | Paulo Vinícius 15' · Oliveira 21' · N. Nikolić 35', 36' | Report |             | Estádio: Sóstói Stadion Público: 10,160 Árbitro: Kristinn Jakobsson (Iceland) |  |

| 25 outubro 2012 3 | Genk                                                    | 2–1    | Sporting CP                                                           | Genk, Belgium                                                            |  |
| 19:00             | De Ceulaer 25' · Gorius 39' · Koulibaly 80' · Barda 88' | Report | Schaars 7' · Boulahrouz Predefinição:Sentoff · Rinaudo 37' · Rojo 68' | Estádio: Cristal Arena Público: 13,651 Árbitro: Szymon Marciniak (Poland |  |

| 8 novembro 2012 4 | Sporting CP                                                                | 1–1    | Genk                                                    | Lisbon, Portugal                                                                    |  |
| 20:05             | Viola 14' · Schaars Predefinição:Sentoff · Insúa 35' · Van Wolfswinkel 64' | Report | Koulibaly 25' · Ngongca 27' · Plet 90+1' · Vossen 90+4' | Estádio: Estádio José Alvalade Público: 18,406 Árbitro: Stefan Johannesson (Sweden) |  |

| 22 November 2012 5 | Basel                                                                              | 3–0    | Sporting CP                                     | Basel, Switzerland                                                    |  |
| 19:00              | Schär 23' · Cabral Predefinição:Sentoff · Stocker 66' · D. Degen 71' · Ajeti 90+2' | Report | Insúa 35' Labyad 41' Fernandes 55' Carrillo 61' | Estádio: St. Jakob-Park Público: 15,566 Árbitro: Paolo Valeri (Italy) |  |

| 7 dezembro 2012 6 | Sporting CP                                           | 2–1    | Videoton | Lisbon, Portugal                                                                    |  |
| 21:05             | Rinaudo 9' · Labyad 65', 82' · Cédric 75' · Viola 82' | Report | Walter 45' · Tóth 54' · Caneira Predefinição:Sentoff · Sándor 80' (pen.), Predefinição:Sentoff · Paulo Vinícius 81' | Estádio: Estádio José Alvalade Público: 8,080 Árbitro: Michael Koukoulakis (Greece) |  |